# Rafał Antoniewski
Rafał Antoniewski (* 3. Dezember 1980 in Bielsko-Biała) ist ein polnischer Schachspieler.
In verschiedenen Altersklassen wurde er polnischer Jugendmeister: 1995 (U16), 1996 (U16) und 1997 (U20).

## Vereine

### Polen
- Mannschaftskader der I liga (Schach) 1996 (BBTS Włókniarz Bielsko-Biała)
- Mannschaftskader der I liga (Schach) 1997
- Mannschaftskader der I liga (Schach) 1998 (MKS Rymer Niedobczyce)
- Mannschaftskader der I liga (Schach) 1999 (KS MOSiR-Budosak Zabrze)
- Mannschaftskader der I liga (Schach) 2000
- Mannschaftskader der I liga (Schach) 2001 (KSz Porto Balbo Bielsko-Biała)
- Mannschaftskader der Ekstraliga (Schach) 2002 (AZS UMCS Lublin)
- Mannschaftskader der Ekstraliga (Schach) 2003
- Mannschaftskader der Ekstraliga (Schach) 2004
- Mannschaftskader der Ekstraliga (Schach) 2009 (LKS Pasjonat Dankowice)
- Mannschaftskader der Ekstraliga (Schach) 2010
- Mannschaftskader der Ekstraliga (Schach) 2011
- Mannschaftskader der Ekstraliga (Schach) 2013 (GK Baszta MOS Żnin)
- Mannschaftskader der Ekstraliga (Schach) 2014
- Mannschaftskader der Ekstraliga (Schach) 2015 (Baszta MOS Żnin)
- Mannschaftskader der Ekstraliga (Schach) 2016
- Mannschaftskader der Ekstraliga (Schach) 2018 (LKS Wrzos Międzyborów)
- Mannschaftskader der Ekstraliga (Schach) 2020 (Klub Szachowy Dwie Wieże Kraków)

### Belgien
- Mannschaftskader der Interclubs 2003/04 (Boey Temse)
- Mannschaftskader der Interclubs 2004/05

### Frankreich
- Mannschaftskader der Top 12 2018 (Club d’Echecs Metz Fischer)

### Deutschland
- Mannschaftskader der deutschen Schachbundesliga 2011/12 (Schachfreunde Berlin)
- Mannschaftskader der deutschen Schachbundesliga 2012/13

### Österreich
- Mannschaftskader der österreichischen 1. Bundesliga im Schach 2007/08 (SV Pamhagen)
- Mannschaftskader der österreichischen 1. Bundesliga im Schach 2008/09
- Mannschaftskader der österreichischen 1. Bundesliga im Schach 2010/11 (SV Wulkaprodersdorf)
- Mannschaftskader der österreichischen 1. Bundesliga im Schach 2011/12
- Mannschaftskader der österreichischen 1. Bundesliga im Schach 2012/13
- Mannschaftskader der österreichischen 1. Bundesliga im Schach 2013/14 (ASVÖ Wulkaprodersdorf)
- Mannschaftskader der österreichischen 1. Bundesliga im Schach 2014/15 (SV Jacques Lemans St. Veit an der Glan)
- Mannschaftskader der österreichischen 1. Bundesliga im Schach 2015/16
- Mannschaftskader der österreichischen 1. Bundesliga im Schach 2016/17
- Mannschaftskader der österreichischen 1. Bundesliga im Schach 2017/18 (SV Pillenkönig St. Veit an der Glan)
- Mannschaftskader der österreichischen 1. Bundesliga im Schach 2018/19
- Mannschaftskader der österreichischen 1. Bundesliga im Schach 2019/20

### Tschechien
In der tschechischen Extraliga spielte er von 1997 bis 1999 für den ŠK H.Fuchs Ostrava, in der Saison 1999/2000 für TJ Jäkl Karviná, von 2000 bis 2004 für den ŠK Hagemann Opava (ŠK Hagemann-Slezan Opava), mit dem er 2002 und 2004 Mannschaftsmeister wurde. In der Saison 2004/2005 spielte er für den ŠK Lokomotiva Brno-Slezan, 2005/2006 für den ŠK Sokol Vyšehrad und zwischen 2006 und 2000 für BŠŠ Frýdek-Místek.

### Slowakei
In der slowakischen Extraliga spielte er von 2008 bis 2000 für TJ INBEST Dunajov, mit dem er 2019 Mannschaftsmeister wurde.

### Four Nations Chess League
- Mannschaftskader der Four Nations Chess League 2018/19 (Manx Liberty)
- Mannschaftskader der Four Nations Chess League 2019/20

| Hier fehlt eine Grafik, die leider im Moment aus technischen Gründen nicht angezeigt werden kann. Wir arbeiten daran! |